# André Milongo
André Ntsatoubantou Milongo (20. října 1935 Mankondi – 23. července 2007 Paříž) byl politikem Konžské republiky a jejím premiérem v letech 1991–1992. Byl prvním politikem demokratického období Konga a je pokládán za původce zorganizování prvních demokratických prezidentských voleb v Kongu.

## Mládí
André Milongo se jako nejmladší z devíti dětí narodil ve vesnici Mankondi v okresu Boko severozápadně od hlavního města Brazzaville. Sám měl sedm dětí a šest vnoučat. Milongo zastával myšlenku etnické rovnosti a lásky a jeho politickým vzorem byl v mládí bývalý prezident Pobřeží slonoviny Félix Houphouët-Boigny.
Po studiích základní a střední školy v Brazzaville odešel Milongo studovat do Francie, kde získal magisterský diplom práv na univerzitě v Nancy. Poté studoval na École Nationale d'Administration (ÉNA) v Paříži, kterou absolvoval v roce 1964 jako jeden ze čtyř konžských občanů, kteří touto školou prošli. Jeho spolužákem zde byl mj. bývalý tožský premiér Edem Kodjo.

## Milongo předním africkým ekonomem
Politickou dráhu začal v roce 1964, kdy byl pověřen řízením státní pokladny. V tomto úřadě setrval pět let a přísnost, s jakou si vedl, často vedly ke sporům s vládními kruhy. V roce 1970 se stal Milongo ředitelem zahraničních investic země a ministrem plánování. Za vládnutí prezidenta Mariena Ngouabiho byl ekonomickým poradcem dvou premiérů. Od roku 1976 byl sedm let ve vedení Africké rozvojové banky, sídlící v Pobřeží slonoviny, poté pracoval ve vedení Světové banky a americkém Washingtonu.

## V křesle premiéra
Po kolapsu sovětského modelu komunismu počátkem devadesátých let se Kongo dostalo spolu s jinými africkými zeměmi na pokraj ekonomického zhroucení. André Milongovi, který byl prvním demokraticky nastoleným premiérem Konga, připadla úloha změnit ekonomiku budovanou po sovětském vzoru na hospodářství kapitalistické. Jako premiér převzal i ministerstva ropného průmyslu a obrany a pod jeho vedením se situace v zemi stabilizovala; byly vypsány prezidentské volby, v nichž vyhrál Pascal Lissouba. Jako prezidentský kandidát v těchto volbách Milongo obsadil čtvrté místo s 10 % hlasů.

## Poslední léta
Jako předseda parlamentu během první krátké občanské války v roku 1993 dosáhl dojednání příměří mezi znesvářenými stranami vedenými B. Kolelasem a Pascalem Lissoubou. Milongo zemi neopustil ani po druhé občanské válce v roce 1997, která znemožnila další dohodu mezi stranami konfliktu a vedla k násilnému uchopení moci Denisem Sassou-Nguessou. Milongo byl znovu zvolen do parlamentu, ale odmítl stát v jeho čele.
V roce 2002 odstoupil den před prezidentskými volbami odstoupil z kandidátky. Téhož roku byl zvolen poslancem do parlamentu za okres Boko. V roce 2007 znovu kandidoval, ale byl poražen. Nato těžce onemocněl a skonal v Paříži 23. července 2007.